# Vidrio celular

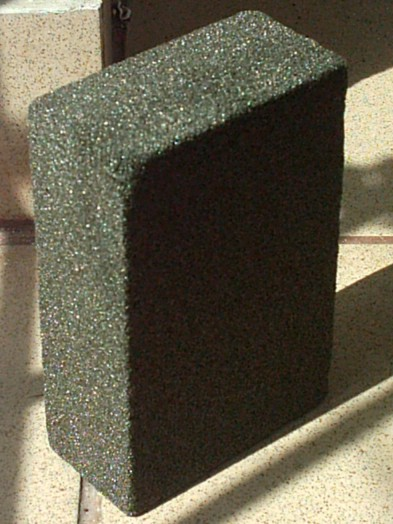
Imagen de vidrio celular en la que se observan las burbujas producidas cuando el polvo de vidrio se esponja.

El vidrio celular, llamado también en ocasiones vidrio expandido, es un material de construcción de aparición relativamente reciente, creado a partir de polvo de vidrio cocido. Se utiliza fundamentalmente como aislante térmico o como protección contra el fuego, y también en falsos techos de lugares muy húmedos o con necesidad de mantener buenas condiciones de asepsia.

## Fabricación
El material se obtiene tras fusionar polvo vítreo, normalmente proveniente del reciclaje de vidrio blanco. Mediante procesos termoquímicos, el polvo de vidrio se esponja, creando burbujas en vacío parcial, por lo que se obtiene un material de muy baja conductividad térmica (en torno a 0,048 W/m°C).
La pasta resultante tras el proceso de cocido se corta en piezas comerciales cuyas dimensiones, dependiendo de su uso, oscilan entre los 30-50cm de anchura por 50-100cm de longitud, con grosores de pieza de 1,3 a 4cm.

## Características
El material es similar en aspecto y peso a la piedra pómez volcánica, pero con una textura más porosa.
Las placas de vidrio celular son rígidas y muy ligeras: la densidad usual para placas de aislamiento térmico es de 157-170 kg/m³, mientras que el utilizado como falso techo, más resistente, presenta una densidad de 450 kg/m³. Debido a que las burbujas o células que encierra el material no están comunicadas entre sí, el material es impermeable al agua y al vapor de agua, y es un muy buen aislante térmico. También es incombustible y ofrece gran resistencia al fuego.
Otra característica del vidrio celular es que, al ser un material compuesto exclusivamente por vidrio, es aséptico e imputrescible; motivo por el cual se utiliza en falsos techos de laboratorios, hospitales o centros de salud.
El vidrio celular común es de color negro, aunque se puede colorear, comercializándose en una limitada gama de colores.
Las placas de vidrio celular, como todos los compuestos de vidrio, necesitan prestar atención a la presencia de álcalis, usualmente presentes en cementos y algunos tipos de yeso, por lo que su compatibilidad con algunos materiales (especialmente morteros) debe estudiarse con detenimiento.

## Aplicaciones
Se emplean para evitar puentes térmicos o como aislamiento de suelos, paredes o techos, donde gracias a su resistencia al paso de vapor de agua no necesitan cámara de aire.
También se aprovechan sus características para utilizarlo como falso techo en lugares muy húmedos o en ambientes sanitarios, pues es un material imputrescible y en el que no prosperan hongos ni bacterias.